# Beatrice Eli
Beatrice Eli, właśc. Beatrice Elin Elisabeth Blennberger (ur. 9 stycznia 1987 w Sztokholmie) – szwedzka muzyczka. Po raz pierwszy zwróciła na siebie uwagę singlem The Conqueror z 2012 roku, który został wydany na jej debiutanckiej płycie EP It's Over. Zawierała ona 4 utwory i została wydana w październiku 2012 roku. Debiutancki album Beatrice Eli, Die Another Day, ukazał się 22 października 2014 roku poprzez wytwórnię Razzia Records.
Jest lesbijką i od 2014 roku jest w związku ze szwedzką raperką Silvaną Imam.

## Dyskografia

### Albumy
| Tytuł           | Data wydania         | Wytwórnia      | Najwyższe miejsce na liście |
| Tytuł           | Data wydania         | Wytwórnia      | SWE                         |
| --------------- | -------------------- | -------------- | --------------------------- |
| Die Another Day | 22 października 2014 | Razzia Records | 25                          |

### EP
| Tytuł          | Data wydania         | Wytwórnia      |
| -------------- | -------------------- | -------------- |
| It's Over      | 19 października 2012 | Razzia Records |
| The Careful EP | 8 września 2017      | Razzia Records |

## Współpraca z innymi artystami
Eli wystąpiła w utworze Godhet szwedzkiego zespołu rockowego Kent w ich albumie z 2014 roku, Tigerdrottningen.